# Waltzing Matilda
Valtzing Matilda (енгл. Waltzing Matilda) je popularna australijska narodna pesma i bush balada. Često je nazivaju "nezvaničnom himnom" Australije. Napisao ju je kao pesmu Banjo Paterson 1895, a objavljen je 1903.
Godine 1977, to je bila jedna od četiri opcije za novu australsku nacionalnu himnu, a ostale tri su bile Advance Australia Fair (sadašnja himna), God Save the Queen (trenutna kraljevska himna i britanska nacionalna himna) i Song of Australia.
Prema National Film and Sound Archive postoji preko 300 različitih snimljenih verzija Waltzing Matilda. Prvi poznati snimak pesme snimljen je 1926. godine u Brum, Zapadna Australija.

## Tekst
| Engleski original | Srpski prevod |
| --- | --- |
| -{Once a jolly swagman camped by a billabong Under the shade of a coolibah tree, And he sang as he watched and waited till his billy boiled: "You'll come a-waltzing Matilda, with me." Waltzing Matilda, waltzing Matilda You'll come a-waltzing Matilda, with me And he sang as he watched and waited till his billy boiled: "You'll come a-waltzing Matilda, with me." Down came a jumbuck to drink at that billabong. Up jumped the swagman and grabbed him with glee. And he sang as he shoved that jumbuck in his tucker bag: "You'll come a-waltzing Matilda, with me." Waltzing Matilda, waltzing Matilda "You'll come a-waltzing Matilda, with me", And he sang as he shoved that jumbuck in his tucker bag: "You'll come a-waltzing Matilda, with me." Up rode the squatter, mounted on his thoroughbred. Down came the troopers, one, two, three. "Where's that jolly jumbuck you've got in your tucker bag? You'll come a-waltzing Matilda, with me." Waltzing Matilda, waltzing Matilda "You'll come a-Waltzing Matilda, with me" "Whose that jolly jumbuck you've got in your tucker bag? You'll come a-waltzing Matilda, with me." Up jumped the swagman and sprang into the billabong. "You'll never catch me alive", said he. And his ghost may be heard as you pass by that billabong: "You'll come a-waltzing Matilda, with me." Waltzing Matilda, waltzing Matilda "You'll come a-waltzing Matilda, with me" And his ghost may be heard as you pass by that billabong: "You'll come a-waltzing Matilda, with me."}- | Jednom je veseli dugohodač dugih staza zastao pored jezera Pod hlad kolihah drveta I onda je zapaveo, čekao i gledao dok se njegov čaj ne skuva "Dugo češ pešačiti samnom i ti". Dugo hodaci, dugo hodaci "Dugo češ pešačiti samnom i ti" I onda je zapaveo dok je čekao i gledao dok se njegov čaj skuva "Dugo češ pešačiti samnom i ti". Onda skoči ovčica da se napije malo vode sa jezera Onda skoči duhohodač i izgrabije lukavo I onda je zapevao dok je gurao ovčicu u rancu koju je nosio "Dugo češ pešačiti samnom i ti". Dugo hodaci, dugo hodaci "Dugo češ pešačiti samnom i ti" I onda je zapevao dok je gurao ovčicu u rancu koju je nosio "Dugo češ pešačiti samnom i ti". Onda se pojavio farmer grndi na konju rasnome Dođoše policajci, jedan, drugi i treći "Čija je ta vesela ovčica koju nosiš u rancu?" "Dugo češ pešačiti samnom i ti". Dugo hodaci, dugo hodaci "Dugo češ pešačiti samnom i ti" "Čija je ta vesela ovčica koju nosiš u rancu?" "Dugo češ pešačiti samnom i ti". Trgne se dugohodač i skoči u jezeru "Nikad me nećete uhvatiti živog" reče I njegov duh te možda sluša dok prolaziš kraj jezera "Dugo češ pešačiti samnom i ti". Dugo hodaci, dugo hodaci "Dugo češ pešačiti samnom i ti" I njegov duh te možda sluša dok prolaziš kraj jezera "Dugo češ pešačiti samnom i ti". |